# Hunga
Hunga (nep. हुँगा) – gaun wikas samiti w zachodniej części Nepalu w strefie Lumbini w dystrykcie Gulmi. Według nepalskiego spisu powszechnego z 2001 roku liczył on 768 gospodarstw domowych i 3830 mieszkańców (2167 kobiet i 1663 mężczyzn).